# Lewinsky-affaire

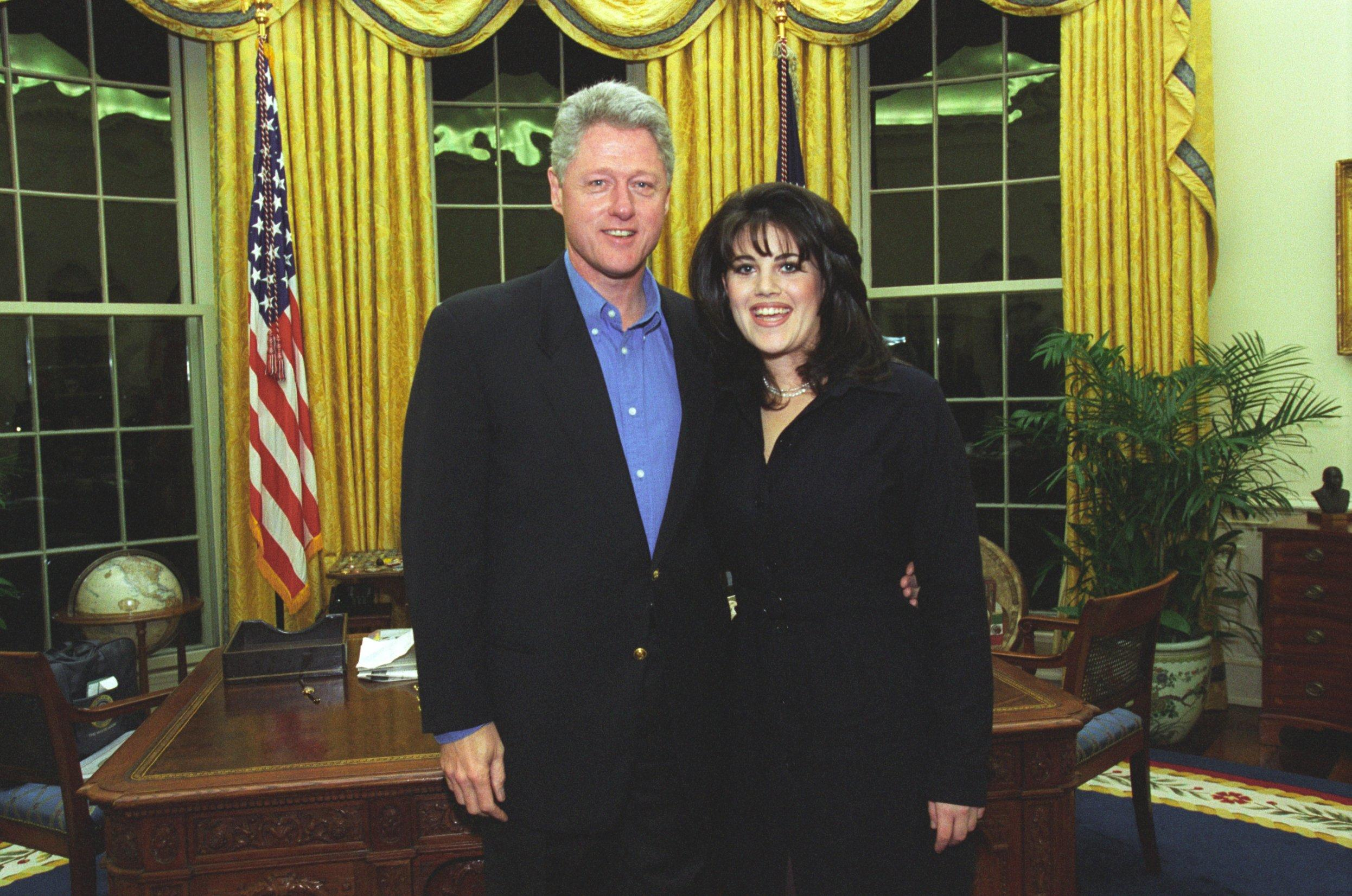
Bill Clinton en Monica Lewinsky (1997)

De Lewinsky-affaire was een politiek seksschandaal in de Verenigde Staten waar de 49-jarige president Bill Clinton en de 22-jarige Monica Lewinsky in betrokken waren.

## Geschiedenis
In het Witte Huis had Monica Lewinsky vanaf november 1995 (toen zij dus 22 jaar was) seksuele contacten met de toenmalige president Bill Clinton. Deze relatie en alles wat daaruit voortvloeide werd later wereldkundig gemaakt als de Lewinsky-affaire.
In januari 1998 werden getuigen onder ede gehoord in een civiele rechtszaak die tegen Clinton was aangespannen door Paula Jones, medewerkster van de staat Arkansas,  over een incident van seksuele intimidatie in de tijd dat Clinton gouverneur van Arkansas was. Van Kenneth Starr, de speciale aanklager (independent counsel) bij het Whitewater-schandaal, was het werkterrein uitgebreid met de zaak-Jones, die er een indirect verband mee had. 
Clinton ontkende de zaken waarvan hij werd beschuldigd. Hij moest ook onder ede verklaren met welke staats- en federale medewerk(st)ers hij sinds 1986 een seksuele relatie had gehad, en antwoordde dat dit met geen een het geval was geweest.
De achtergrond waardoor Clinton een seksuele relatie kon ontkennen was de ter zitting overeengekomen definitie daarvan: "any activity by [me], where [I] was the actor and came in contact with those parts of the bodies" which had been explicitly listed (and "with an intent to gratify or arouse the sexual desire of any person"). Met andere woorden, Clinton ontkende dat hij ooit Lewinsky's "genitalia, anus, kruis, borsten, binnenzijde bovenbeen, of billen" had aangeraakt, en kon daardoor succesvol stellen dat de overeengekomen definitie van een seksuele relatie wel het geven van orale seks inhield, maar dat het ontvangen van orale seks daar niet onder viel. 
Lewinsky had haar oudere collega en vermeende vriendin Linda Tripp verteld over haar relatie met Clinton. Ze vertelde dat ze de relatie wilde gaan ontkennen als ze ondervraagd zou worden onder ede, en probeerde Tripp over te halen dit ook te doen. 
Tripp onthulde dit aan Starr, en maakte in samenwerking met hem in het geheim geluidsopnamen toen Lewinsky over de telefoon over haar relatie met Clinton praatte met Tripp. Als gevolg hiervan moest Lewinsky zeer tegen haar zin getuigen in de zaak-Jones. Ze ontkende daarbij onder ede een seksuele relatie met Clinton te hebben gehad. Ze had zich nu schuldig gemaakt aan meineed en pogingen om Tripp over te halen tot meineed, het verbergen van briefjes en cadeautjes die ze van Clinton had gehad en door de rechtbank waren opgeëist, en het verbergen van een jurk van haar, met spermavlekken van Clinton.
De bevoegdheid van Starr werd verder uitgebreid met het onderzoeken van zaken rond de affaire van Clinton met Lewinsky. Lewinsky maakte zich grote zorgen dat ze vervolgd zou worden, en mogelijk ook haar moeder voor het helpen verbergen van de jurk. Starr kwam met Lewinsky overeen dat zij en haar moeder niet zouden worden vervolgd als ze alsnog in detail alles over haar relatie met Clinton zou vertellen, en de verborgen items zou overdragen, wat gebeurde.
Starr stelde dat Clinton meineed had gepleegd, en na verder onderzoek werden deze en andere aantijgingen door Starr voorgedragen aan het Huis van Afgevaardigden van de Verenigde Staten voor een afzettingsprocedure (impeachment) tegen de president. De afzettingsresolutie werd door de Senaat op 12 februari 1999 verworpen, zodat Clinton zijn regeerperiode kon afmaken.
De seks- of liefdesaffaire zelf had geen juridische gevolgen en was ook geen grond voor afzetting. Wel werd deze dubieus gevonden wegens de gezagsverhouding en het leeftijdsverschil, en omdat Clinton getrouwd was. Clinton voorzag deze negatieve beoordeling, waardoor hij meineed pleegde om te voorkomen dat het publiek, en in het bijzonder ook zijn vrouw en dochter, erachter zouden komen, zie onder meer zijn memoires.

## Trivia
- In 2018 verscheen over deze affaire de documentaireserie The Clinton Affair[1] (in Nederland uitgezonden door de VPRO[2]).
- De affaire was tevens de basis voor het derde seizoen van American Crime Story (fictie).[3]